# UFC on ESPN: Ribas vs. Namajunas
UFC Fight Night: Ribas vs. Namajunas (también conocido como UFC on ESPN 53 y UFC Vegas 89) fue un evento de artes marciales mixtas producido por Ultimate Fighting Championship que se llevó a cabo el 23 de marzo de 2024 en el UFC Apex, en Las Vegas, Nevada, Estados Unidos.

## Antecedentes
Se espera que una pelea de peso mosca femenino entre Amanda Ribas y la ex dos veces campeona femenina de peso paja de UFC Rose Namajunas encabece el evento.
Para este evento estaba programada una pelea de peso pesado entre Chris Barnett y The Ultimate Fighter: Team Peña contra el ganador de peso pesado del Team Nunes, Mohammed Usman.  Sin embargo, Barnett se retiró por motivos desconocidos y fue reemplazado por Mick Parkin.
Se esperaba que Edmen Shahbazyan y Duško Todorović se enfrentaran en una pelea de peso mediano en el evento. Sin embargo, Todorović se retiró debido a una grave lesión en la rodilla y fue reemplazado por AJ Dobson. 
Se esperaba que en este evento se llevara a cabo una pelea de peso paja femenino entre Shauna Bannon y Stephanie Luciano. Sin embargo, Bannon se retiró por razones desconocidas y fue reemplazado por Julia Polastri.
Una pelea de peso gallo entre Cody Gibson y Davey Grant estaba programada para llevarse a cabo en el evento. Sin embargo, Grant se retiró de la pelea por una lesión y fue reemplazado por el ex-campeón de peso gallo de LFA Miles Johns.

## Bonificaciones
Los siguientes peleadores recibieron bonos de $50.000.
- Pelea de la Noche: Jarno Errens vs. Steven Nguyen
- Actuación de la Noche: Payton Talbott y Fernando Padilla

## Secuelas
Después de que ocurriera la primera descalificación por mordida en la historia de UFC en este evento, el CEO Dana White otorgó un bono de $50,000 por la Mordida de la Noche al peleador brasileño Andre Lima, cuya pelea terminó prematuramente como resultado de ser mordido en el brazo por su oponente Igor Severino. Severino fue liberado después de la descalificación.